# Kivi- ja Levalammen tekojärvi
Kivi- ja Levalammen tekojärvi (Kivi- och Levalammi vattenmagasin) är en sjö i kommunerna Laihela och Kurikka i landskapen Österbotten och Södra Österbotten i Finland. Sjön ligger 78,5 meter över havet. Arean är 8,32 kvadratkilometer och strandlinjen är 29,36 kilometer lång. Sjön  ingår i Närpes å huvudavrinningsområde.   Den ligger omkring 38 kilometer sydöst om Vasa, omkring 39 kilometer väster om Seinäjoki och omkring 330 kilometer nordväst om Helsingfors.